# Monnina pavonii
Monnina pavonii är en jungfrulinsväxtart som beskrevs av Chod.. Monnina pavonii ingår i släktet Monnina och familjen jungfrulinsväxter. Inga underarter finns listade i Catalogue of Life.